# Сьомка Артем Вікторович
Артем Вікторович Сьомка (нар. 18 лютого 1998) — український футболіст, нападник.

## Життєпис
Вихованець білоцерківського футболу, перший тренер — Валентин Кривий. У чемпіонаті ДЮФЛ України виступав за білоцерківський «Арсенал» (26 матчів, 6 голів) та маріупольський «Іллічівець» (2 матчі). У 2014 році підписав професіональний контракт з клубом «Арсенал-Київщина», який виступав у Другій лізі чемпіонату України. За «канонірів» виступав протягом двох років. У зимове трансферне вікно сезону 2017/18 став гравцем кропивницької «Зірки». Дебютував в Українській Прем'єр-Лізі 31 березня 2018 року, на 52-й хвилині домашнього матчу проти «Олександрії» змінив Олексія Чичикова. У футболці кропивницького клубу зіграв 17 матчів.
У середині березня 2019 року перейшов у «Гірник». Дебютував у футболці криворізького клубу 6 квітня 2019 року в переможному (2:0) домашньому поєдинку 18-о туру Першої ліги проти «Нікополя». Артем вийшов на поле на 70-й хвилині, замінивши Ігора Бука. Єдиним голом у складі «Гірника» відзначився 15 травня 2019 року на 63-й хвилині програного (1:2) домашнього поєдинку 21-о туру Першої ліги проти кременчуцького «Кременя». Сьомка вийшов на поле на 46-й хвилині, замінивши Богдана Сокола. Наприкінці липня 2019 року залишив команду, розірвавши контракт за згодою сторін.